# Janequeo (heroína mapuche)
Janequeo o Yanequén fue una mujer lonco, de origen mapuche-pehuenche, esposa del lonco Huepotaén, cacique de Llifén, quien habría muerto bajo tormentos por mandato del gobernador Alonso de Sotomayor. Sin embargo, de acuerdo al historiador Diego Barros Arana Janequeo es una creación ficticia de Fernando Álvarez de Toledo en Araucana.

## Biografía
Su preparación militar y cualidades de líder, hicieron que se ganara el apoyo de los estrategas militares de su pueblo. Con el patrocinio de su lof y el respaldo de su hermano Huechuntureo, fue nombrada a cargo de las tropas de la región. En un periodo de gran intensidad de las acciones de guerra, atacó la Fortaleza de Puchunqui en Nahuelbuta y después de varias batallas durante 1587, derrotó a las tropas invasoras, con la participación de grupos mapuche-puelches. Fatigada de la guerra se retiró hacia el sur a sus tierras cerca de Villarrica (Voipir), donde desapareció sin dejar rastro. El historiador jesuita Diego de Rosales dice que su nombre era Anuqueupu, que en mapudungun se compone de las palabras anün (sentarse, colocarse o echar raíces) y kewpü (piedra negra, pedernal o muy dura).

## Historicidad
Respecto a "la Juana de Arco de la Araucanía", como la llamó el abogado, profesor de filosofía, escritor, biógrafo y diputado Ramón Briseño Calderón, escribió Diego Barros Arana:

Los cronistas posteriores refieren con algunos pormenores más o menos dignos de crédito, los sucesos de estas campañas acerca de las cuales hallamos muy pocas noticias en los documentos y en los escritos de los contemporáneos, y por esto mismo se hacen sospechosos aquellos informes. Esta es la época en que se hace figurar a Janequeo, heroína araucana que por vengar a su marido toma las armas y ejecuta proezas que le han dado un nombre legendario en nuestras tradiciones. El examen de todos los antecedentes, nos autoriza a creer que Janequeo así como los sucesos en que se la hace intervenir, son una creación del capitán poeta Fernando Álvarez de Toledo en su Araucana, y que de allí los tomaron los padres Ovalle y Rosales. Los historiadores posteriores han repetido sin crítica ni examen lo que cuenta el padre Ovalle y han dado cierto cuerpo a sucesos que son absolutamente fabulosos, y acerca de los cuales no se halla la menor noticia en los cronistas contemporáneos Mariño de Lobera y Caro de Torres, ni tampoco en los documentos de ese tiempo.
Diego Barros Arana,  Historia general de Chile

Respecto al juicio de Diego Barros, hay que tener presente que Mariño de Lobera estaba radicado en el Perú en el momento de la gesta de Janequeo y que era una persona de avanzada edad, fallece el año 1594. Por otra parte Francisco Caro de Torres, estaba en Sevilla 2 años antes de la gesta de Janequeo, llega al Perú el año 1586 y el único libro en que trata algo de Chile es el que habla de sus servicios que hizo en el Reino de Chile para el rey. En consecuencia el juicio de Diego Barros no está bien fundamentado.

## Homenajes
A Janequeo se le han rendido algunos homenajes. Janequeo habría buscado vengar la muerte de su pareja, el cacique Huepotaen, y obtener la libertad de su gente. En los enfrentamientos en el sur de Chile, la mujer de espíritu valiente y poderoso, habría liderado a miles de aborígenes. Aunque posteriores historiadores cuestionaron la real existencia de la líder mapuche, transformando su figura en un mito, la investigación advierte que Janequeo nombra pasajes, calles y avenidas de ciudades como Concepción, Valdivia y Santiago.
A varios hitos geográficos se le colocó el nombre, como la Roca Janequeo, un arrecife en la zona de Atacama que está en 27°18′00″S 71°01′00″O / -27.3, -71.0166667.
Se le colocó su nombre a varios barcos de la Marina de Chile tales como la Torperdera Janequeo hundida durante el Bloqueo del Callao y un escampavía, el Janequeo (ATF-65).